# Microsat-R
Microsat-R war ein indischer Satellit. Er wurde im Januar 2019 von der indischen Raumfahrtbehörde im Auftrag des indischen Militärs gestartet. Am 27. März 2019 diente er als Zielobjekt für den Test einer Antisatellitenrakete und wurde erfolgreich zerstört.

## Entwicklung und Start
Microsat-R wurde von der Defence Research and Development Organisation (DRDO) entwickelt, einem Forschungsverbund unter der Kontrolle des indischen Verteidigungsministeriums. Der Satellit war 740 kg schwer und wurde als Erdbeobachtungssatellit deklariert.
Am 24. Januar 2019 um 23:37 Uhr Ortszeit hob eine Rakete des Typs PSLV von der ersten Startrampe des Satish Dhawan Space Centre ab. Sie brachte Microsat-R zusammen mit dem von Studenten gebauten Nanosatelliten Kalamsat-V2 ins All. Nach 13 Minuten wurde die Hauptnutzlast in einer Umlaufbahn in 272 km Höhe ausgesetzt, dem bis dahin niedrigsten Zielorbit der PSLV. Kalamsat-V2 verblieb an der vierten Raketenstufe, die noch zweimal zündete, um eine 450 km hohe Umlaufbahn zu erreichen. Innerhalb von ungefähr einem halben Jahr sollten sie in der Erdatmosphäre verglühen.
Es handelte sich um den 46. PSLV-Start und den ersten Flug der neuen Raketenversion PSLV-DL. Erstmals dient die vierte Stufe auch als Plattform für weitere Experimente.

## Abschuss
Für den Abschuss verwendete das indische Militär eine Rakete vom Typ PDV Mk II (Prithvi Defence Vehicle Mark II; etwa: Erdverteidigungsmittel Version 2), die auf der Interkontinentalrakete Agni-V basiert. Sie ist etwa 18 Tonnen schwer und besteht aus drei Stufen, von denen die ersten beiden einen Feststoffantrieb verwenden.
Die Abfangrakete startete am 27. März 2019 gegen 11:10 Uhr Ortszeit vom Raketentestgelände Integrated Test Range auf der Abdul-Kalam-Insel. Nach etwa drei Minuten traf deren dritte Stufe in knapp 300 km Höhe und mit einer Relativgeschwindigkeit von rund 10 km/s auf den Satelliten. Nach Angaben der DRDO war diese Operation mit dem Codenamen „Mission Shakti“ zwei Jahre lang vorbereitet worden. Der Satellit sei mittig und mit wenigen Zentimetern Zielabweichung getroffen worden. Noch am selben Tag registrierte die US Air Force etwa 270 Trümmerteile. Fünf Monate später befanden sich noch 46 Brückstücke von mindestens 10 Zentimetern Größe in Umlaufbahnen von bis zu 1000 Kilometern Höhe; Ende 2019 waren es noch 18.
Indien wurde damit nach den USA, der Sowjetunion und China zum vierten Land, das den Satellitenabschuss mit einer Rakete demonstriert hat.

## Reaktionen

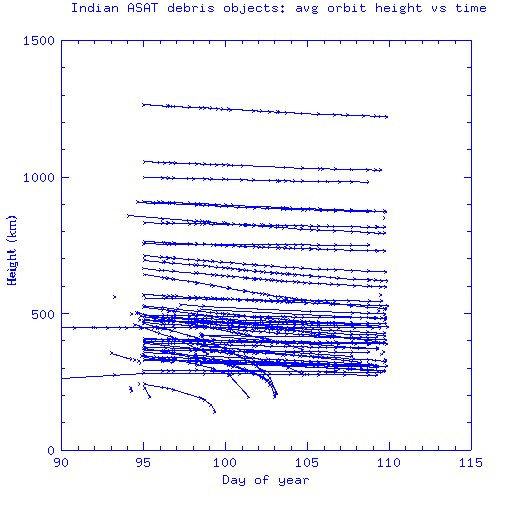
Bahnentwicklung der bis zum 20. April 2019 erfassten Trümmerstücke

Der indische Premierminister Narendra Modi verkündete in einer Fernsehansprache den Erfolg des Tests und erklärte, Indien sei nun eine globale Weltraummacht. Die neu entwickelte Fähigkeit sei aber nicht gegen irgendjemanden gerichtet, und Indien lehne ein Wettrüsten im All ab. Der indische Kongresspräsident Rahul Gandhi warf ihm daraufhin „politisches Theater“ vor. Generell wurde die Aktion im Inland im Zusammenhang mit einer kurz bevorstehenden Parlamentswahl gesehen.
Die Times of India titelte „India shoots into the star wars club“ (etwa: Indien schießt in den Krieg-der-Sterne-Club empor) und betrachtete den Satellitenabschuss als eine Machtdemonstration, die sich sowohl an Pakistan als auch an China richte. Ein Sprecher des pakistanischen Außenministeriums erklärte, Indiens Verhalten erinnere an Don Quijotes Kampf gegen Windmühlen.
Das Risiko durch zusätzlichen Weltraummüll schätzten verschiedene Experten wegen der niedrigen Umlaufbahn des Satelliten als relativ gering ein. Der Großteil der Trümmer werde innerhalb einiger Wochen in die Erdatmosphäre eintreten. Einzelne Teile seien aber auch in höhere Bahnen befördert worden. NASA-Administrator Jim Bridenstine zeigte sich allgemein besorgt über Weltraummüll durch Satellitenabschüsse und warf anderen, nicht näher benannten Ländern vor, sich auf die unentgeltliche Überwachung der selbst verursachten Trümmerfelder durch Dienste die Vereinigten Staaten zu verlassen. Das US-Außenministerium vermied jede Kritik an Indien.